# Белорецкий завод

Белорецкий завод — чугуноплавильный и железоделательный завод, действовавший в Верхнеуральском уезде Оренбургской губернии, в 60 верстах к западу от Верхнеуральска, на реке Белой, близ устья реки Нуры. Являлся старейшим металлургическим заводом Урала, и одним из наиболее крупных чугуноплавильных и железоделательных на Южном Урале. В XX веке стал называться Белорецким
металлургическим заводом.

## История
Завод был основан в 1762 году И. Б. Твердышевым и И. С. Мясниковым на купленной башкирской земле Белокатайской волости. Земельная дача завода составляла 170041 десятину, из которых 152020 десятин под лесом, состоящим из сосны, пихты, ели и редко осины и берёзы. Местность около завода гористая, долины имеют суглинковую почву и довольно плодородны. Рудники лежат в 90 верстах от завода и за рекой Уралом, в Киргизской степи, в горе Атач.
На заводе существовало доменное, литейное, железоделательное и проволочное производства. Действовали 20 вододействующих колёс, 6 турбин, 6 паровых машин и локомобиль (общее число сил 1232). В 1888 году на заводе было выплавлено 728453 пуда чугуна, произведено 419906 пудов железа и 11081 пудов железных изделий.
Входил в Белорецкий горный округ. Начал действовать в 1767 году. Имел доменную печь и 14 молотов. К концу XVIII века в составе завода функционировало 2 доменных печи, 10 кричных горнов, 13 расковочных, якорный, плющильный и резной молоты. В 1894 году было введено мартеновское производство.
На месте завода в настоящее время расположен Белорецкий металлургический комбинат.